# Fausto Pirandello

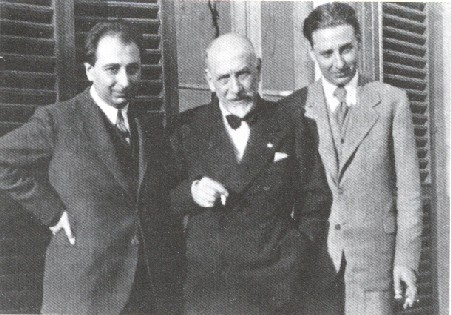
Fausto Pirandello (rechts) mit Vater Luigi (Mitte) und Bruder Stefano (links), 1931

Fausto Pirandello (* 17. Juni 1899 in Rom; † 30. November 1975 ebenda) war ein italienischer Maler und ein Vertreter der Scuola Romana.

## Leben
Pirandello war der dritte und jüngste Sohn des Schriftstellers Luigi Pirandello und der Maria Antonietta Postulant aus Agrigent. Seine Kindheit verbrachte er in Rom und die Ferien in Sizilien, einer Region, die seine Leidenschaft für die Farben weckte und die zum charakteristischen Merkmal seiner Malerei wurde. Im Hause Pirandello praktizierten schon der Vater und der Bruder Stefano (1895–1972) die Malerei als Autodidakten.
Im Jahr 1917 wurde Fausto Pirandello als Kriegsteilnehmer verpflichtet und musste sein Studium der Altertumskunde (gli studi classici) unterbrechen. Aus gesundheitlichen Gründen kam er jedoch nicht an die Front, sondern verbrachte die Zeit des Ersten Weltkrieges in einem Krankenhaus in Florenz. Nach dem Krieg setzte er seine Studien fort, zeigte im Jahr 1918, auf Anregung seines Vaters, die Bereitschaft, sich der Kunst der Bildhauerei zu widmen und ging in das Atelier von Ettore Ximenes.
Sein erster Kunstlehrer war der symbolistische Maler und Graveur Sigmund Lipinsky, der ihm im Anschluss an seinen Kurs der Bildhauerei, im Jahr 1919 ein Jahr lang Unterricht in Zeichnen und Grafik erteilte. Diese Begegnung führte im Jahr 1920 zu seiner Entscheidung, die Skulptur, auch schon aus gesundheitlichen Gründen, da der Steinstaub seine Lunge reizte, endgültig zu verlassen und sich ganz der Malerei zu widmen. Die ersten seiner bekannten Werke sind um 1920 gefertigte Zeichnungen in einem vagen Jugendstil, von 1921 einige Radierungen und die in Holzschnitt gefertigten Buchtitel für Novellen für ein Jahr seines Vaters, herausgegeben seit 1922 vom Verlag Fiorentino Bemporad in Florenz.
Im Jahr 1922 meldete er sich an der „Kunstschule Orti Sallustiani“ in Rom an, eröffnet von den Malern Felice Carena und Orazio Amato (1884–1952) und dem Bildhauer Attilio Sélva (1888–1970), die er bis 1923 besuchte. Dort traf er die Maler Emanuele Cavalli (1904–1981), Onofrio Martinelli (1900–1966) und Giuseppe Capogrossi (1900–1972). Carena und Amato führten Pirandello in die Welt des Anticoli Corrado ein, einem Dorf oberhalb des Anienetals, welches Ziel zahlreicher Maler war, die auf der Suche nach malerischen Landschaften und Modellen waren. Im Jahr 1924 eröffnete Pirandello hier sein erstes Atelier. Im selben Jahr traf er in der Künstlerkolonie Anticoli Corrado den Bildhauer Arturo Martini, künstlerischer Mitarbeiter des amerikanischen Malers und Bildhauers Maurice Sterne. In Anticoli Corrado lernte er auch Pompilia d'Aprile (1898–1977) kennen, Modell der Maler Francesco Trombadori und Amleto Cataldi, welche er im Jahr 1927 heiratete. Mit ihr hatte er zwei Kinder, Pierluigi und Antonio.
Im Jahr 1925 hatte Pirandello mit der Arbeit Bagnanti (Badende) auf der Terza Biennale Romana seinen ersten öffentlichen Auftritt. Im folgenden Jahr nahm er mit seinem Werk Composizione con nudi e pantofole gialle an der XV. Biennale von Venedig teil. Weitere Teilnahmen an der Biennale folgten von 1932 bis 1942 kontinuierlich.
Im Februar 1928 zog Pirandello mit seiner Frau nach Paris. Sie lebten im Montparnasse und er nahm ein kleines Studio in Montrouge. Zum einen war der Ortswechsel ein Versuch, sich von der psychologischen Konditionierung seines Vaters zu lösen, zum anderen auch eine Gelegenheit, neue Inspirationen für seine Malerei zu bekommen. Die Ehe und die Geburt des Sohnes wurden vor seinem Vater bis 1930 geheim gehalten. Am 5. August 1928 kam in der französischen Hauptstadt sein Sohn Pierluigi auf die Welt.
In Paris hatte er Anschluss an die Gruppe der „Italiener in Paris“, vor allem an Giorgio de Chirico und Filippo De Pisis, und studierte die Werke von Paul Cézanne, die Begründer des Kubismus Pablo Picasso und Georges Braque, den Vertreter des Fauvismus André Derain und all die Maler der Schule von Paris sowie die Surrealisten, die in den bekannten Galerien der Stadt ausgestellt waren. Seine erste Ausstellung in Paris hatte er im Dezember 1928, zusammen mit Cavalli und dem Keramiker und Bildhauer Francesco Di Cocco (1900–1989), im Hause der Gräfin und Opernsängerin Maria Castellazzi-Bovy (1890–1965). Danach folgte im März 1929 seine erste große Einzelausstellung in der Galerie Vildrac, gefolgt im November von einer Ausstellung in Wien.
Im Jahr 1930 kehrte er mit seiner Familie nach Rom zurück und wohnte in der Nr. 5 di via Augusto Valenziani. Sein Atelier befand sich in der obersten Etage mit Blick über die Dächer Roms. Die Sommer verbrachte die Familie in Anticoli Corrado, wo seine Frau noch ein Haus besaß. In den 1930er Jahren stellte er häufig in der „Galleria di Roma“, im „Sindacali del Lazio“ (Vereinigung von Lazio, Region Latium) und auf der Quadriennale di Roma aus. Pirandellos Vater Luigi, der im Jahr 1934 noch den Nobelpreis erhalten hatte, starb im Dezember 1936. Einen Monat später, am 18. Januar 1937 wurde in Rom Fausto Pirandellos zweiter Sohn Antonio geboren.
In den 1940er Jahren hatte Fausto Pirandello zahlreiche Ausstellungen und erhielt Auszeichnungen für seine Malerei in Italien und im Ausland: den ersten Preis in der „II Mostra dello Sport“ (1940), Einzelausstellungen in den Räumen der Thermen von Rom (Mostre d’Arte alle Terme di Roma) (1941) und in der „Galleria Gian Ferrari“ in Mailand (1942), wo er häufig war, und dann wieder in Rom in der „Galleria del Secolo“ in den Jahren 1944 und 1947.
Im Zweiten Weltkrieg, nach Kriegseintritt Italiens an der Seite des Deutschen Reiches, beschloss Pirandello mit seiner Familie im Jahr 1942 gänzlich nach Anticoli Corrado umzuziehen. Dank einer Sondergenehmigung im Jahr 1944 erhielt er befristet in der Villa Medici in Rom einen Raum, in dem er sich seiner Tätigkeit als Maler widmen konnte. Nach dem Krieg verstärkte sich das Ausstellungsprogramm mit regelmäßigen Teilnahmen an den Quadriennale di Roma, der Biennale in Venedig und bei privaten Galerien, nicht nur in den Städten Rom und Mailand. Im Jahr 1947 wurde er von der Accademia di San Luca zusammen mit Giorgio de Chirico, Ferruccio Ferrazzi (1891–1978) und Tullio Bartoli mit dem „Accademico Residente“ nominiert, ein Zeichen der Wertschätzung.
In den 1950er Jahren nahm Pirandello an zahlreichen Ausstellungen in Italien und im Ausland teil und wurde in seiner Arbeit beispielsweise durch die Kunstkritiker Virgilio Guzzi (1902–1978), der im Jahr 1950 die erste Monografie über Pirandello publizierte, Fortunato Belloni, Lionello Venturi, Nello Ponente und Raffaele Carrieri unterstützt. Er erhielt im Jahr 1951 den ersten Preis auf der Quadriennale Nazionale d'Arte in Rom, im Jahr 1952 den „Premio Gualino“ der XXVI. Biennale von Venedig, den „Marzotto-Preis“ in den Jahren 1953 und 1957 den „Fiorino-Preis“. Seine erste Einzelausstellung in den Vereinigten Staaten hatte Pirandello im Jahr 1955 in der Catherine Viviano Gallery in New York City.
Für seine intensive künstlerische Tätigkeit wurde Pirandello im Jahr 1956 von Giovanni Gronchi, dritter Präsident der Republik Italien, mit der Goldmedaille für Kultur und Kunst ausgezeichnet. Dies waren die Jahre, in denen Pirandello sich auch dem Schreiben für Kunstzeitschriften widmete, z. B. für Quadrivio, La Fiera Letteraria und L’Europa Letteraria, auf deren Seiten er sich aktiv in der nationalen künstlerischen Debatte seiner Epoche beteiligte.
In den 1960er Jahren folgten immer noch zahlreiche nationale Auszeichnungen für seine lange Karriere als Künstler: im Jahr 1960 gehörte Pirandello schließlich den Malern der Scuola Romana an.
Fausto Pirandello starb in seiner Heimatstadt Rom nach einem Lungenemphysem.
Die Werke von Fausto Pirandello sind in Museen von Rom, Paris, London, Pittsburgh, São Paulo, Venedig, Mailand, Monza, Trieste, Pieve di Cento und Palermo zu sehen.

## Werke (Auswahl)
- 1923: Composizione con nudi e pantofole gialle, Öl auf Leinwand, 104 × 150 cm, Privatbesitz.
- 1930: Donne con salamandra, Öl auf Leinwand, 93 × 80 cm, Privatbesitz.
- 1933: La Scala, Öl auf Tafel, 190 × 152 cm, Privatbesitz.
- 1934: Il bagno, Öl auf Tafel, 149 × 111 cm, Privatbesitz.
- 1934: La pioggia d'oro, Öl auf Tafel, 100 × 130 cm, Galleria Nazionale d’Arte Moderna, Rom.
- 1934: Padre e figlio.
- 1935: Crocifissione laica, Öl auf Tafel, 72 × 100 cm, Privatbesitz.
- 1939: Spiaggia affollata, Öl auf Tafel, 64 × 100 cm, Privatbesitz.